# Schloss Frémainville

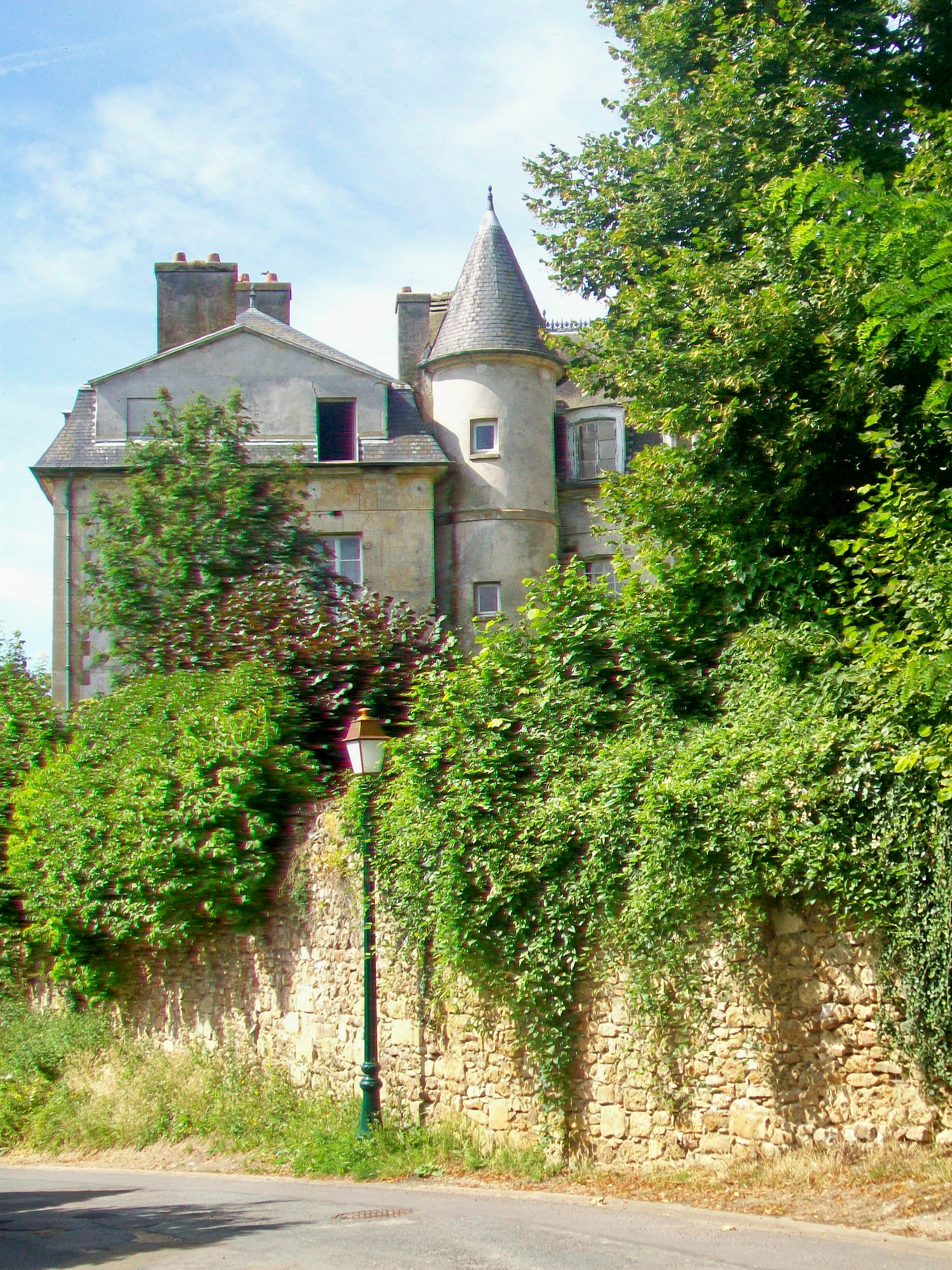
Schloss in Frémainville

Das Schloss in Frémainville, einer französischen Gemeinde im Département Val-d’Oise in der Region Île-de-France, wurde im 17./18. Jahrhundert errichtet. Das Schloss steht an der Rue du Château.
Das zweigeschossige Bauwerk mit sieben Fensterachsen wurde an der Stelle eines Vorgängerbaus errichtet. Im Rundturm ist das Treppenhaus, das den Zugang zu beiden Baukörpern ermöglicht.